# كيث بونتين
كيث بونتن (1956 - 2020)، هو لاعب كرة قدم محترف من ويلز لعب كمدافع مركزي 
ولد يوم 14 يونيو 1956 في قرية بونتيكلون، بدأ مسيرته مع نادي كارديف سيتي، حيث ظهر في ما يقرب من 200 مباراة في الدوري, وحصل على لقبين للفريق الوطني الويلزي .
توفي يوم 2 أغسطس 2020.